# Розвантаження
Розвантаження — один із процесів, які здійснюються на розвантажувальному пункті, і який охоплює переміщення вантажу з транспортного засобу, як правило, до місця зберігання з оформленням відповідних товаро-супроводжувальних та складських документів. На сучасних складах перед переміщенням до ділянки зберігання вантаж надходить на, так звану, виставку — частину операційна ділянка складу, де відбувається тимчасове зберігання товарів після розвантаження, чи підговане до відправлення замовлення в очікуванні завантаження.
Розвантаження — є також складовою частиною переробки вантажів борт-до-борту.